# Dean Cain

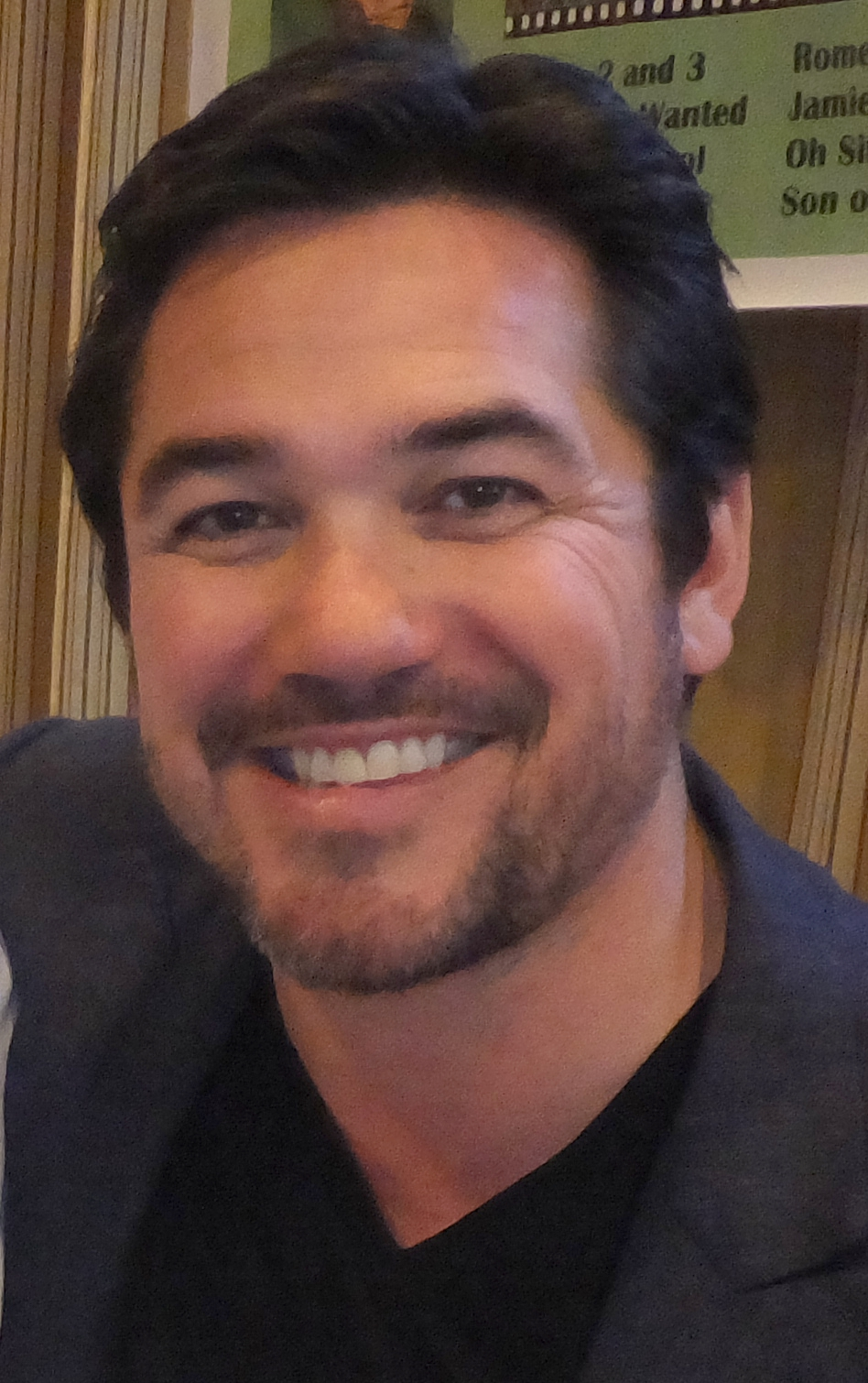
Dean Cain v roce 2014.

Dean Cain (* 31. července 1966) je americký herec, známý hlavně ze seriálu Superman (v originálu Lois & Clark: The New Adventures of Superman). Zahrál si také v seriálu Beverly Hills 90210 (1990) jako přítel Brandy Rick.
V roce 2025 začal pracovat u imigrační a celní správy Spojených států amerických.

## Filmografie
- The Case for Christmas (2011)
- Max Havoc: Ring of Fire (2006)
- Bláznivá svatba (TV) (2004)
- Den po zítřku (2004)
- Perfektní manžel (TV) (2004)
- Ztracen (2004)
- Dragon Fighter (V) (2003)
- Gentle Ben 2: Danger on the Mountain (TV) (2003)
- Presumpce viny (2003)
- Dobrák Ben: Černé zlato / Můj kamarád Ben (TV) (2002)
- „I Love the '80s“ (2002)
- Skleněná past (TV) (2002)
- Žár mládí (TV) (2002)
- Dark Descent (2001)
- Christmas Adventure From a Book Called Wisely's Tales, A (V)(2001)
- Milionový závod (2001)
- Náhlá úmrtí (2001)
- Ohnivá past (2001)
- „Strážkyně zákona“ (2001)
- Bez alibi (2000)
- Čas proměn (TV) (2000)
- For the Cause (2000)
- Klub zlomených srdcí (2000)
- Na křídlech Fantazie (2000)
- New Alcatraz / Boa (2000)
- Ohrožení (2000)
- Zákon a pořádek / Zákon a pořádek: Útvar pro zvláštní oběti (1999)
- Futuresport / Future Sport (TV) (1998)
- Pejskaři (TV) (1998)
- Eating Las Vegas (1997)
- Rag and Bone (TV) (1997)
- Svatba za všechny prachy (1997)
- Cutty Whitman (TV) (1996)
- Science Fiction: A Journey Into the Unknown (TV) (1995)
- Superman (1993–1997)
- Miracle Beach (1992)
- Beverly Hills 90210 (1990)
- Vzhůru ke dnu! (1990)
- Christine Cromwell: Things That Go Bump in the Night (TV) (1989)
- Chlapec z kamene (1984)
- Charlie and the Talking Buzzard (1979)
- Elmer (1976)